# Huub Artz
Huub Artz (Wintelre, 14 mei 2002) is een Nederlands wielrenner.

## Carrière
Als eerstejaars belofte maakte Artz de overstap van Wielervereniging Schijndel naar Metec-Solarwatt p/b Mantel. Namens die ploeg werd hij in zijn eerste jaar onder meer elfde op het nationale kampioenschap tijdrijden voor beloften. In 2023 stond Artz lang aan de leiding van de U23 Road Series, een regelmatigheidsklassement in België en Nederland, maar zag in de laatste manche de zege door zijn vingers glippen. Een maand later werd bekend dat Artz de overstap zou maken naar de opleidingsploeg van Intermarché-Circus-Wanty.
Na zijn overstap maakte Artz in februari 2024 zijn eerste wedstrijdkilometers voor de hoofdmacht van zijn nieuwe ploeg: in de Muscat Classic eindigde hij op plek 63. Later die week stond hij ook aan de start van de Ronde van Oman. In de slotrit, met aankomst op de Djabal Achdar, maakte Artz deel uit van een vierkoppige vroege vlucht. Nadat de aanvallers waren teruggegrepen, kon Artz vooraan aanhaken. Hij werd derde, op 29 seconden van winnaar Adam Yates. Eenzelfde situatie vond plaats in de Dorpenomloop Ruchphen: Artz maakte deel uit van de vroege vlucht, die ruim voor de finish werd teruggegrepen. Hij handhaafde zich vervolgens in het peloton, om uiteindelijk naar de tweede plek te sprinten. Daags nadien werd bekend dat hij een tweejarig profcontract had getekend bij Intermarché-Wanty, dat hem dus na één jaar overhevelde vanuit de opleidingsploeg. Namens die ploeg had hij eerder dat seizoen al meerdere eendagskoersen in België en Frankrijk gereden. In april reed hij, wederom voor de hoofdmacht, de Scheldeprijs, waarin hij op plek 22 eindigde. Vier dagen later stond hij aan de start van Parijs-Roubaix voor beloften, waar hij zevende werd. In Luik-Bastenaken-Luik voor beloften, die weer zes dagen later werd verreden, eindigde hij ook op de zevende plek. In de belofteneditie van Gent-Wevelgem wist hij wel te winnen: op de laatste passage van de Kemmelberg loste hij Lars Vanden Heede, waarna hij solo naar de overwinning reed.

## Overwinningen
2024
Gent-Wevelgem/Kattekoers-Ieper
7e etappe Giro d'Italia Next Gen
 Europees kampioen op de weg, beloften

## Ploegen
- 2021 –  Metec-Solarwatt p/b Mantel
- 2022 –  Metec-Solarwatt p/b Mantel
- 2023 –  Metec-Solarwatt p/b Mantel
- 2024 –  Wanty-ReUz-Technord
- 2025 –  Intermarché-Wanty